# David Moret
David Moret (ur. 1 kwietnia 1979) – szwajcarski judoka. Olimpijczyk z Sydney 2000, gdzie odpadł w pierwszej rundzie w wadze ekstralekkiej.
Uczestnik mistrzostw świata w 1997 i 1999. Startował w Pucharze Świata w latach 1996–2000. Siódmy na mistrzostwach Europy w 1999 i 2000. Trzeci na ME juniorów w 1998 roku.

## Letnie Igrzyska Olimpijskie 2000
| Konkurencja | Eliminacje              | Klas. końcowa |
| Konkurencja | Przeciwnik I            | Miejsce       |
| ----------- | ----------------------- | ------------- |
| 60 kg       | Elçin İsmayılov (AZE) P | I runda       |